# بيوني سيستو
بيوني سيستو إيفولو إميرميجا (بالدنماركية: Pione Sisto؛ مواليد 4 فبراير 1995) لاعب كرة قدم دنماركي يلعب حاليًّا مع نادي ميتييلاند الدرنماركي ومنتخب الدنمارك كجناح أيسر.
بدأ مسيرته الاحترافية مع نادي ميتييلاند في دوري السوبر الدنماركي. وشارك معهم في 113 مناسبة مسجّلاً 31 هدفًا على مدى خمسة مواسم. انتقل في عام 2016 إلى سيلتا فيغو الإسباني مقابل 5 ملايين يورو. ولعب معهم أربع مواسم في الدوري الإسباني قبل أن يعود أن ميتييلاند في سبتمبر 2020.
لعب لأول مرة بقميص المنتخب الدنماركي في 2015، وشارك معه في كأس العالم 2018.

## المسيرة الاحترافية

### بداياته
وُلد سيستو في كامبالا في أوغندا لأبوين من جنوب السودان. هاجر إلى الدنمارك وعمره لا يتجاوز الشهرين. لاحظه نادي Tjørring IF في 2002، وهو بعمر السابعة، وانتقل إلى الفئات الصغري لنادي ميتييلاند في 2010.

### ميتييلاند
لعب سيستو أول مباراة له في دوري السوبر الدنماركي في موسم 2012–13 وسجل هدفه الأوّل في الموسم ذاته ضد نادي آرهوس جمناستيك فورينينغ. في الثاني من مارس 2014، سجل مرتين في مباراةٍ فاز فيها ميتييلاند بنتيجة 5–1 على غريمه كوبنهاغن في دوري السوبر الدنماركي.

## روابط خارجية
- بيوني سيستو على موقع الاتحاد الدولي (مؤرشف)  (الإنجليزية)
- بيوني سيستو على موقع الاتحاد الأوربي (الإنجليزية)
- بيوني سيستو على موقع الاتحاد الأوربي (الإنجليزية)
- بيوني سيستو على موقع قاعدة بيانات كرة القدم.إي يو (الإنجليزية)
- بيوني سيستو على موقع ناشيونال فوتبول تيمز (الإنجليزية)
- بيوني سيستو على موقع Soccerbase.com (لاعب) (الإنجليزية)
- بيوني سيستو على موقع Soccerway.com (الإنجليزية)
- بيوني سيستو على موقع عالم كرة القدم.نت (الإنجليزية)
- بيوني سيستو على موقع AS.com (الإسبانية)